# 巴拉圭軍事
巴拉圭武裝部隊（西班牙語：Fuerzas Armadas del Paraguay）是巴拉圭的武裝力量，包含陸海空三軍。

## 陸軍
巴拉圭陸軍（西班牙語：Ejército Paraguayo），成立於1811年，約有20.000名現役及160.000名預備役。

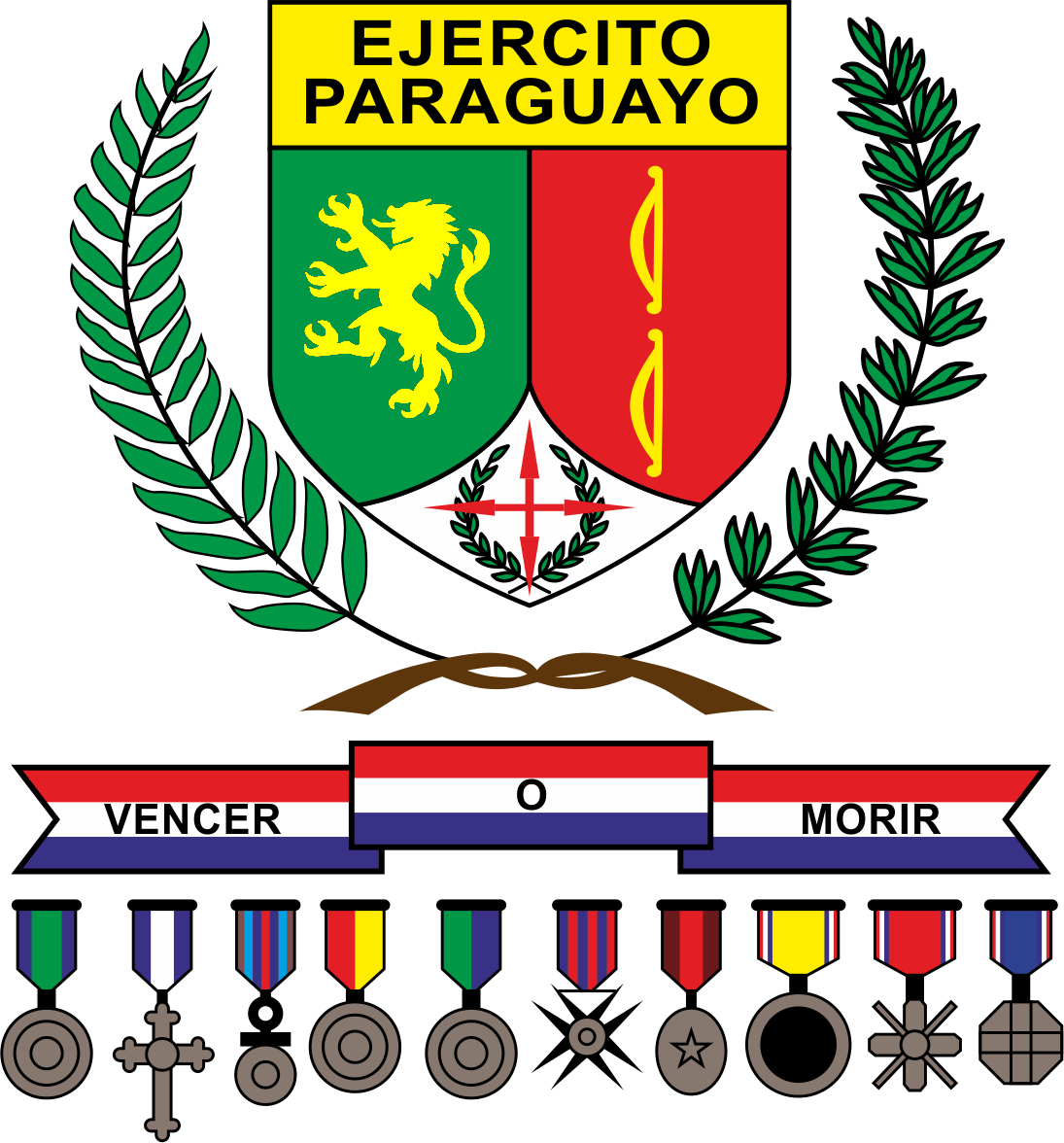
巴拉圭陸軍徽章

- 第1軍
  - 第3步兵師
  - 第4步兵師
  - 第3騎兵師
- 第2軍
  - 第1步兵師
  - 第2步兵師
  - 第2騎兵師
- 第3軍
  - 第5步兵師
  - 第6步兵師
  - 第1騎兵師
- 總統衛隊團
- 特種部隊司令部
- 陸軍砲兵司令部
- 陸軍工兵司令部
- 陸軍通信司令部
- 陸軍訓練與學說司令部
- 陸軍後勤司令部

- 巴拉圭陸軍徽章

### 個人武器
| 型號                   | 原產地   | 類別       | 口徑              | Notes    |
| 手槍                   | 手槍     | 手槍       | 手槍              | 手槍     |
| ---------------------- | -------- | ---------- | ----------------- | -------- |
| 貝瑞塔92手槍           | 義大利   | 手槍       | 9×19mm Parabellum |          |
| 白朗寧大威力半自動手槍 | 比利时   | 手槍       | 9×19mm Parabellum |          |
| 金牛座PT92半自動手槍   | 巴西     | 手槍       | 9×19mm Parabellum |          |
| 步槍                   |          |            |                   |          |
| T65K2                  | 中華民國 | 突擊步槍   | 5.56×45mm         | 制式步槍 |
| FN FAL                 | 比利时   | 突擊步槍   | 7.62×51mm         |          |
| M4卡賓槍               | 美国     | 突擊步槍   | 5.56×45mm         |          |
| M16突擊步槍            | 美国     | 突擊步槍   | 5.56×45mm         |          |
| HK G3                  | 西德     | 突擊步槍   | 7.62×51mm         | 儲備中   |
| M24狙擊步槍            | 美国     | 狙擊步槍   | 7.62×51mm         |          |
| 巴雷特M82狙擊步槍      | 美国     | 反器材步槍 | 12.7×99mm         |          |

## 海軍
巴拉圭海軍（西班牙語：Armada Paraguay），儘管巴拉圭是一個內陸國家，但可經由巴拉圭河-巴拉那河進入大西洋，因此保有海軍。約有5400人（800名海軍陸戰隊）

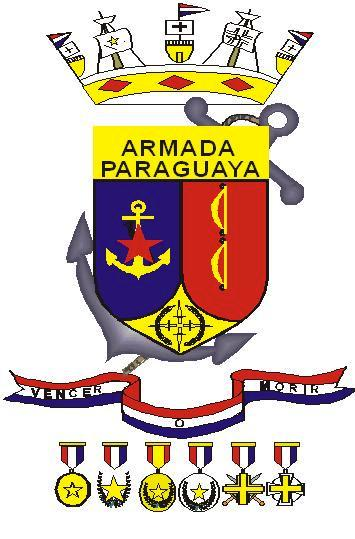
巴拉圭海軍徽章
巴拉圭海軍艦艏旗

## 空軍
巴拉圭空軍（西班牙語：Fuerza Aérea Paraguaya），成立於1920年，約有2,550人
- 第1航空旅（1.ª Brigada Aérea）
- 空降旅（Brigada Aerotransportada）
- 後勤旅（Brigada de Logística）
- 航空區司令部（Comando de Regiones Aéreas）
- 東部地區司令部
- 西部地區司令部
- 氣象局（Dirección de Meteorología）
- 航空訓練司令部（Comando de Institutos Aeronáuticos de Enseñanza）

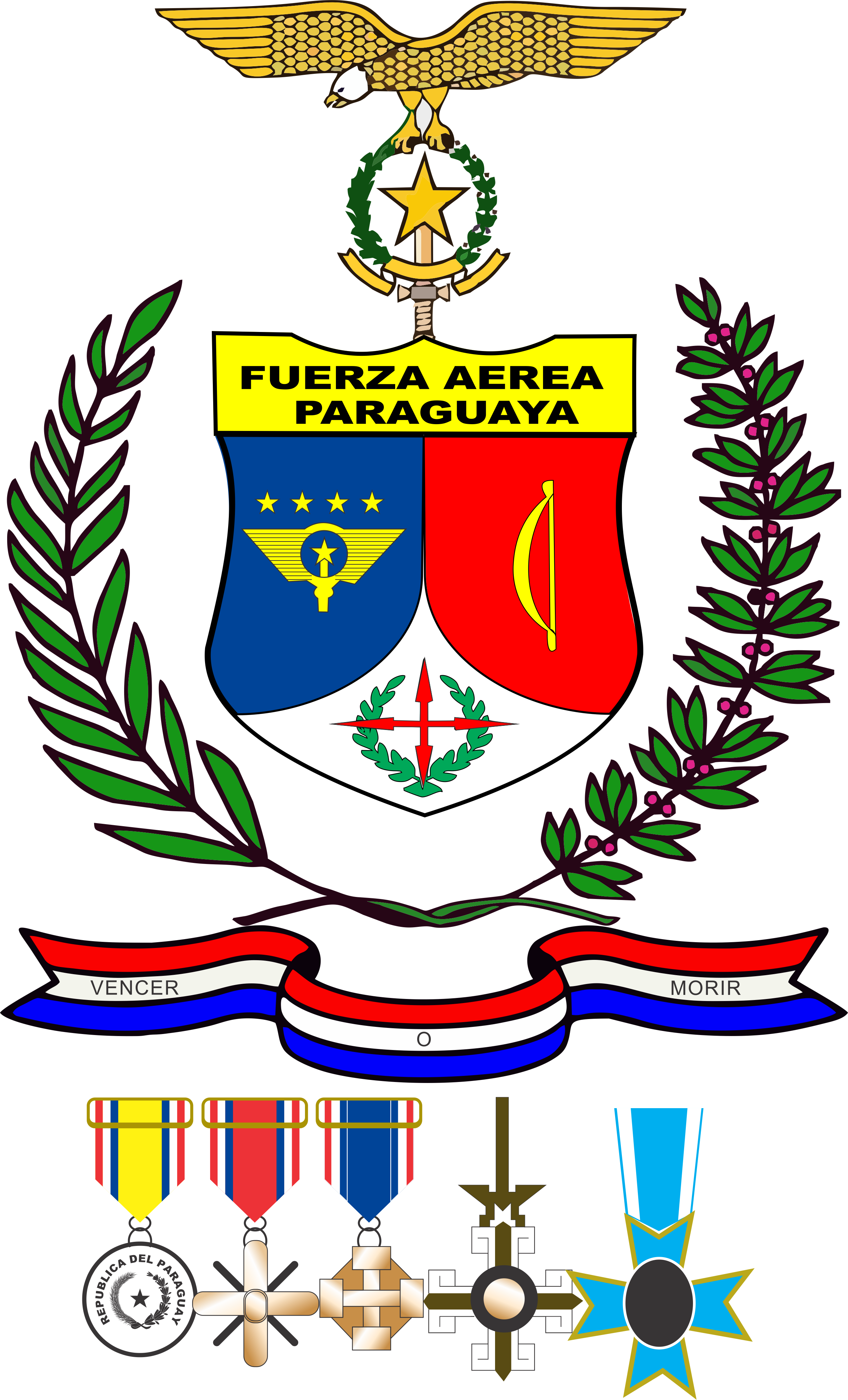
巴拉圭空軍徽章
巴拉圭空軍國籍標誌